# 경제 통화 동맹
경제 통화 동맹(economic and monetary union, EMU)은 단일 시장, 관세 동맹 등의  경제 통합이 이루어진 통화 동맹이다.  대표적으로 유럽 연합의 경제 통화 동맹이 있는데, 모든 국가가 솅겐 지역에 속하거나 유로화를 채택하지는 않았다.